# Foliowanie

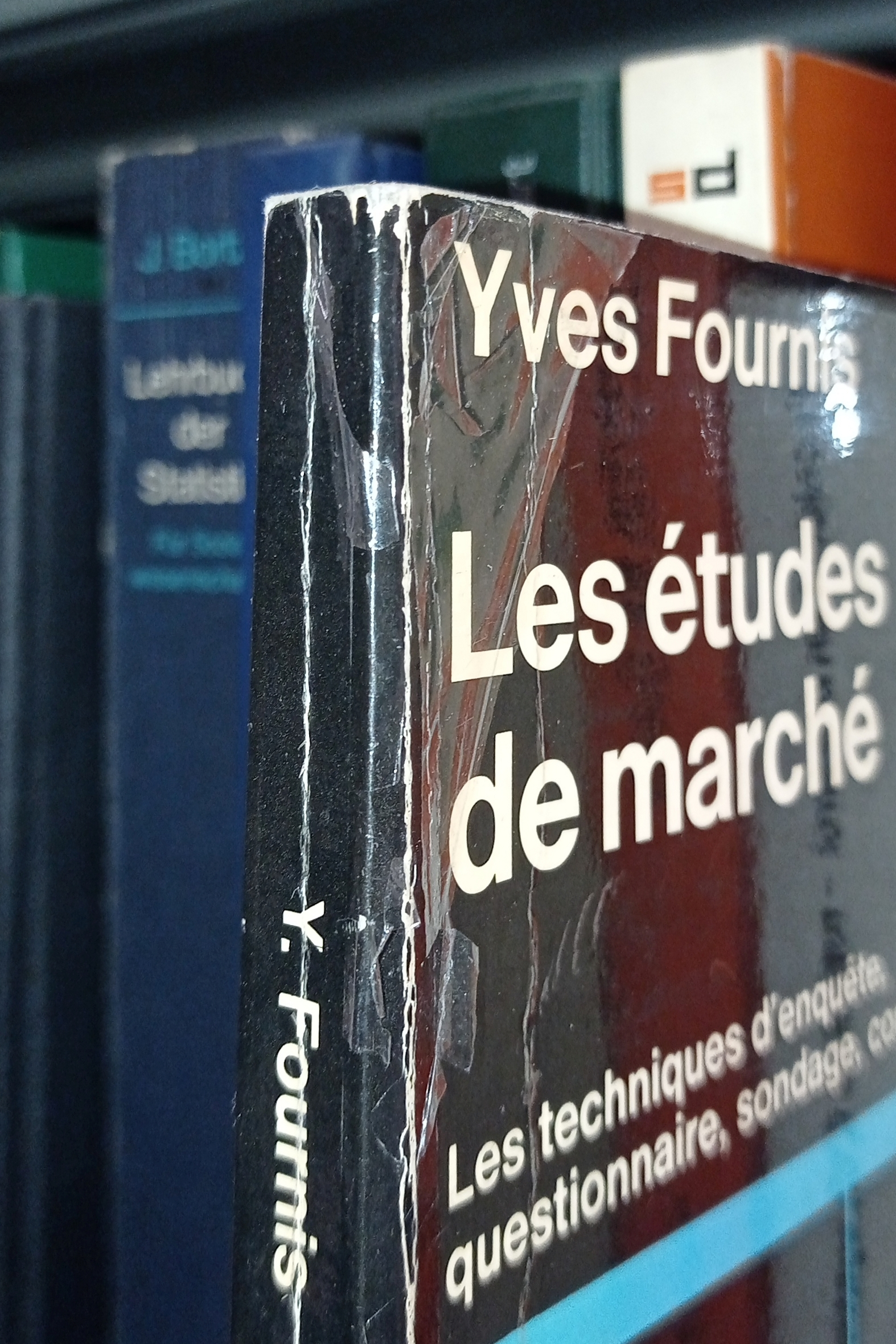
Częściowo uszkodzona oprawa książki poddana foliowaniu

Foliowanie – rodzaj poligraficznego laminowania.
Polega na pokryciu powierzchni druku folią z tworzyw sztucznych. Dzięki foliowaniu zadrukowana powierzchnia uzyskuje dodatkowe walory estetyczne, zostaje też usztywniona i zabezpieczona przed działaniem mechanicznym, chemicznym, promieniowaniem UV, czy wilgocią.
Foliowanie odbywa się w laminatorach z użyciem kleju na zimno (foliowanie na zimno) lub na gorąco (foliowanie na gorąco). Folie na zimno zwane też laminatami samoprzylepnymi powleczone są klejem, który aktywowany jest przez docisk. Czasem lekko podgrzany wałek laminatora (30-40 °C) ułatwia foliowanie na zimno. Klej w laminatach na gorąco aktywowany jest przez wałki laminatora podgrzane do temperatury 80-120 °C. Powierzchnie foliować można jednostronnie lub dwustronnie.